# 친정 어머니
《친정 어머니》는 대한민국에서 제작된 김기덕 감독의 1966년 드라마 영화이다. 엄앵란 등이 주연으로 출연하였고 차태진 등이 제작에 참여하였다.

## 출연

### 주연
- 엄앵란
- 남궁원
- 황정순
- 김승호

### 조연
- 고은아
- 이향
- 장훈
- 김웅
- 최삼
- 최지희
- 한은진
- 이민자
- 이낙훈

## 제작진
- 원작자: 김영수
- 조명: 박진수
- 조감독: 강희원
- 녹음: 손인호
- 미술: 노인택
- 효과: 최형래